# Casually Dressed & Deep in Conversation
Casually Dressed & Deep in Conversation es el primer álbum de Funeral For A Friend grabado el verano de 2003 los estudios londinenses Miloco Recording Studios, RAK Recording Studios y Chapel Studios de Lincolnshire.
Es el disco más importante del grupo y con el que consiguieron el reconocimiento internacional del público y la crítica. Es el último disco que la banda lanza con Ferret Music e Infectious Records, ya que para 2005 abrían fichado por Atlantic Records. Colin Richardson produce este álbum, después de haber trabajado en la producción con bandas como, los también galeses, Bullet for My Valentine o los brasileños Sepultura.
El álbum incluye temas anteriormente editados en sus EP y canciones inéditas.
"Escape Artists Never Die" consiguió colarse en la lista de éxitos británica. Destacan los otros dos sencillos "Juneau" (antes conocido en el primer EP como "Juno"), "She Drove Me To Daytime TV" (se volvió realizar con los nuevos componentes de la banda que no estaban en el Four Ways To Scream Your Name donde se editó por primera vez esta pista) y canciones como "Rookie Of The Year" (incluida en la banda sonora del videojuego Burnout 3), "Storytelling", "Bullet Theory" o "Red Is The New Black", canciones que no fueron sencillos, pero muy queridas por el público y habituales en los setlists de la banda.

## Listado de canciones
1. "Rookie of the Year" – 3:00
2. "Bullet Theory" – 3:52
3. "Juneau" – 3:37
4. "Bend Your Arms to Look Like Wings" – 4:20
5. "Escape Artists Never Die" – 5:18
6. "Storytelling" – 3:34
7. "Moments Forever Faded" – 4:25
8. "She Drove Me to Daytime Television" – 3:35
9. "Red is the New Black" – 5:14
10. "Your Revolution is a Joke" – 2:44
11. "Waking Up" – 3:59
12. "Novella" – 5:49

## Sencillos
| Año  | Canción                                              | Posición en las listas | Posición en las listas | Posición en las listas | Posición en las listas |
| Año  | Canción                                              | US Hot 100             | US Modern Rock         | US Mainstream Rock     | UK Singles             |
| 2003 | "Juneau"                                             | –                      | –                      | –                      | #19                    |
| 2003 | "She Drove Me to Daytime Television"/"Bullet Theory" | –                      | –                      | –                      | #20                    |
| 2004 | "Escape Artists Never Die"                           | –                      | –                      | –                      | #19                    |

## Créditos
- Matt Davies - Vocalista
- Gareth Davies - Bajo
- Darran Smith - Guitarra
- Kris Roberts - Guitarra
- Ryan Richards - Batería